# تلاش برای کودتای ۲۰۲۲ پرو

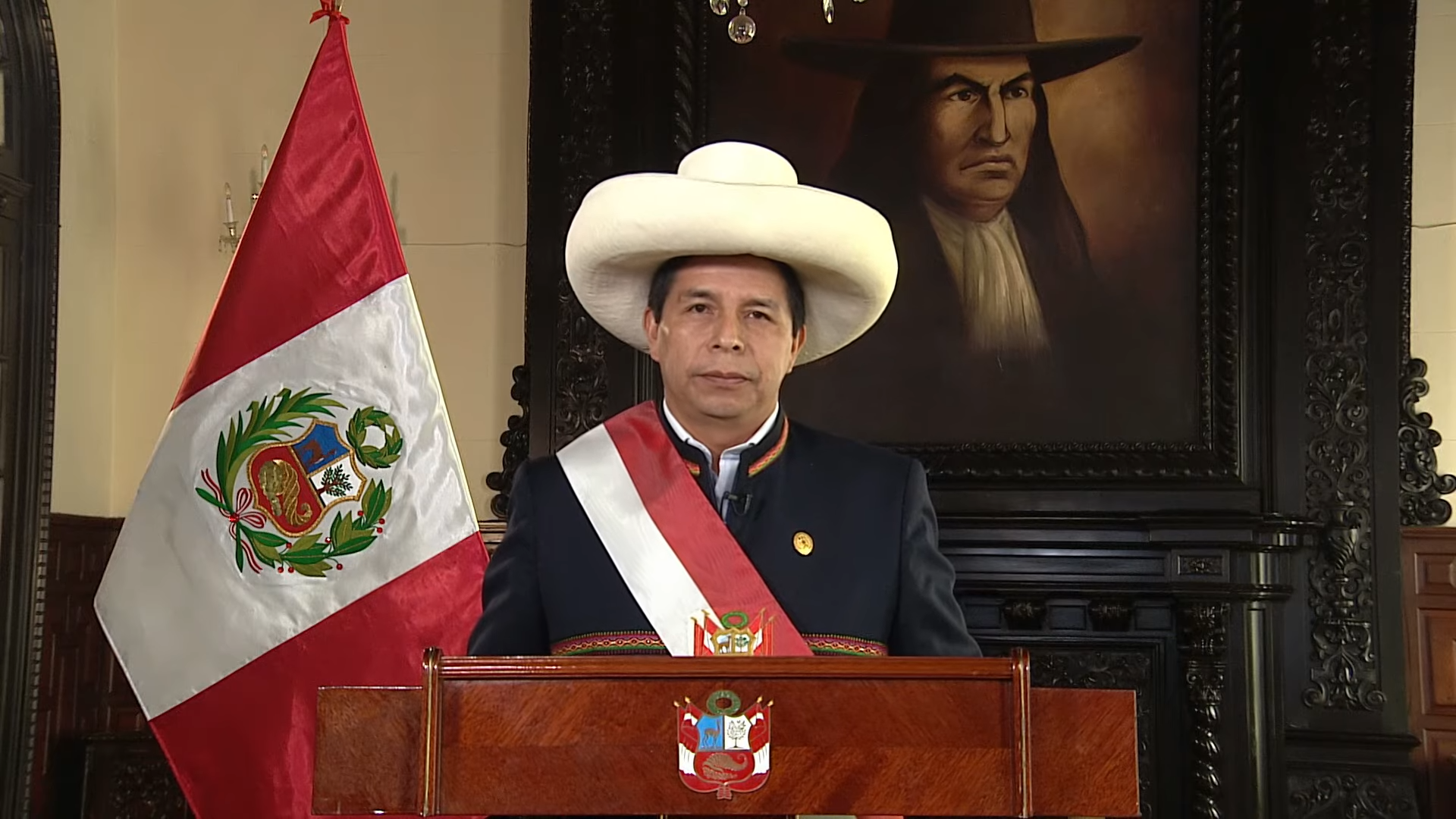
پدرو کاستیلو

در ۷ دسامبر ۲۰۲۲ پدرو کاستیلو رئیس‌جمهور پرو پس از تلاش برای کودتا از سمت خود برکنار و به جرم شورش بازداشت شد. پدرو کاستیلو، رئیس‌جمهور پرو، قصد داشت پارلمان این کشور را منحل کرده و «دولت اضطراری» تشکیل دهد، که با رای نمایندگان از سمت خود عزل شد.
دفتر دادستانی تأیید کرد که کاستیلو پس از متهم شدن به کودتا و فرار از کاخ ریاست جمهوری، بازداشت و به زیر پا گذاشتن قانون اساسی متهم شده‌است.
پلیس ملی پرو می‌گوید که پدرو کاستیلو، رئیس‌جمهور سابق، بلافاصله پس از رأی کنگره به برکناری او، دستگیر شده‌است.
این رای پس از آن صادر شد که کاستیلو، دستور منع رفت و آمد شبانه و سازماندهی مجدد دادگستری و دادستانی را صادر کرد. دینا بولوارته، معاون رئیس‌جمهوری، این اقدام را یک کودتا دانست و چند ساعت بعد به عنوان نخستین رئیس‌جمهور زن در تاریخ پرو قسم خورد.